# Wasserturm Kermelberg

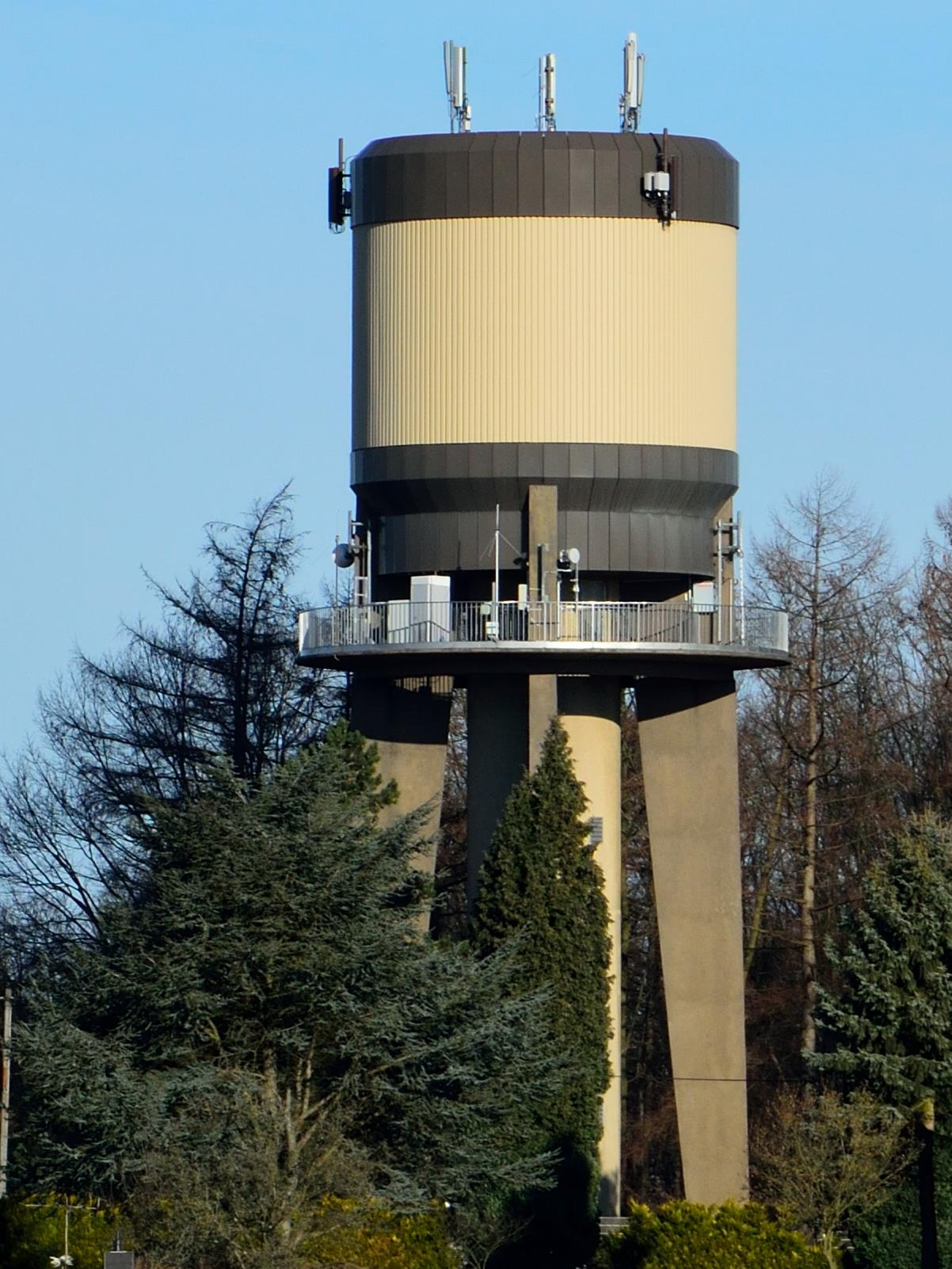
Wasserturm Kermelberg

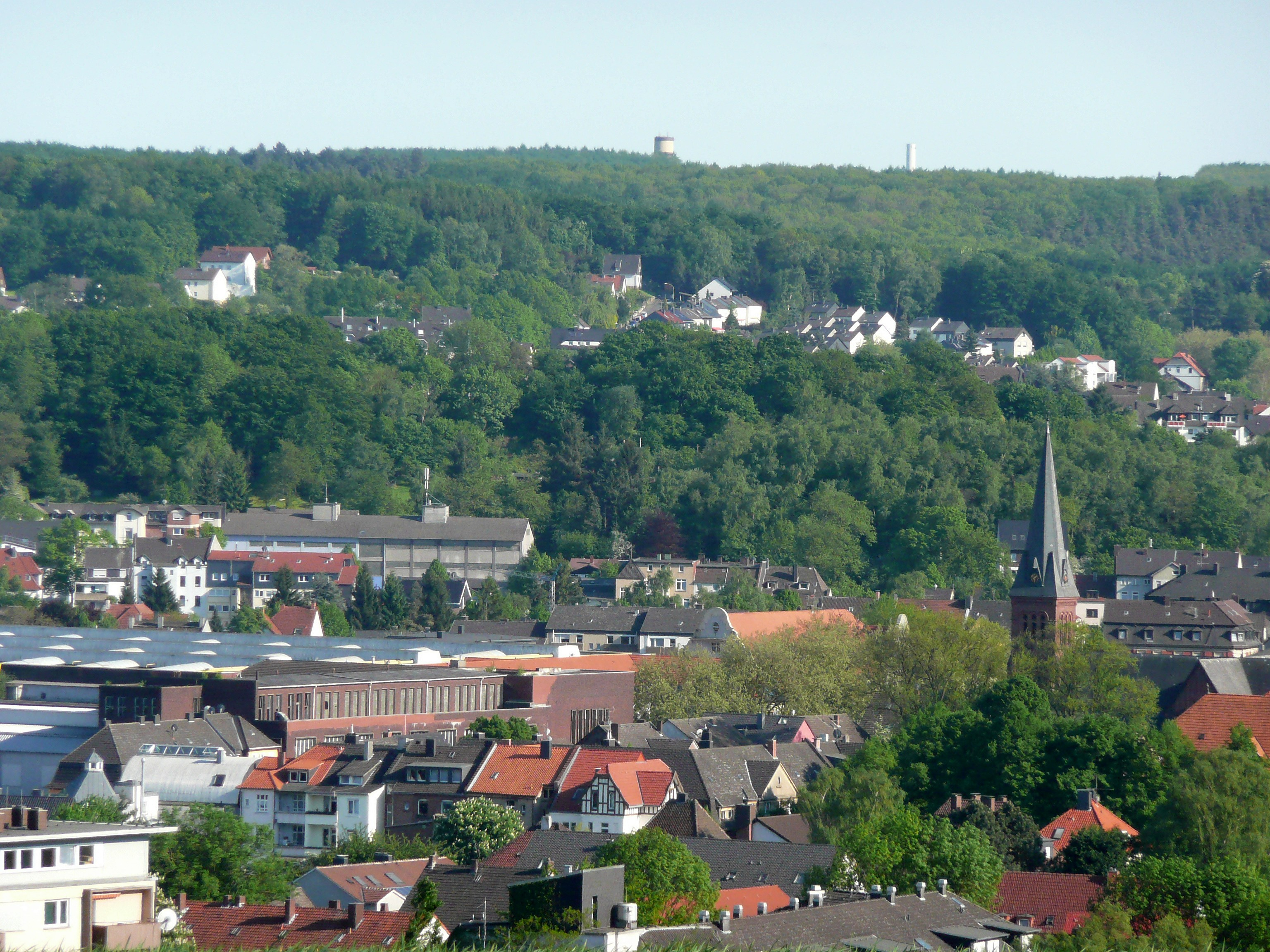
Wasserturm über dem Ortsteil Annen, rechts daneben die Spitze des volkstümlich Cuno genannten Schornsteins

Der Wasserturm Kermelberg in Schnee markiert eine von Wittens höchsten Stellen (258 m NN) am Waldgebiet Buchenholz an der Stadtgrenze zu Herdecke und ist als Landmarke weithin sichtbar. Er stammt aus dem Jahr 1958 und hat eine Höhe von 30 m. Sein Fassungsvermögen von 300 m³ teilt sich auf zwei Behälter auf: der innere Kreis fasst 175 m³, der äußere Kreis 125 m³ Trinkwasser.
Der Wasserturm ist der mittlere von drei Türmen entlang des 14 km langen Drei-Türme-Weges, ein Wittener Wanderrundweg von Haus Berge über das Naturerholungsgebiet Hohenstein mit dem Berger-Denkmal bis zum Wasserturm, dann den Borbach entlang zurück und schließlich am Helenenturm vorbei.